# Berberia alexander
Berberia alexander är en fjärilsart som beskrevs av Schneeur 1937. Berberia alexander ingår i släktet Berberia och familjen praktfjärilar. Inga underarter finns listade i Catalogue of Life.